# Richard Bandler

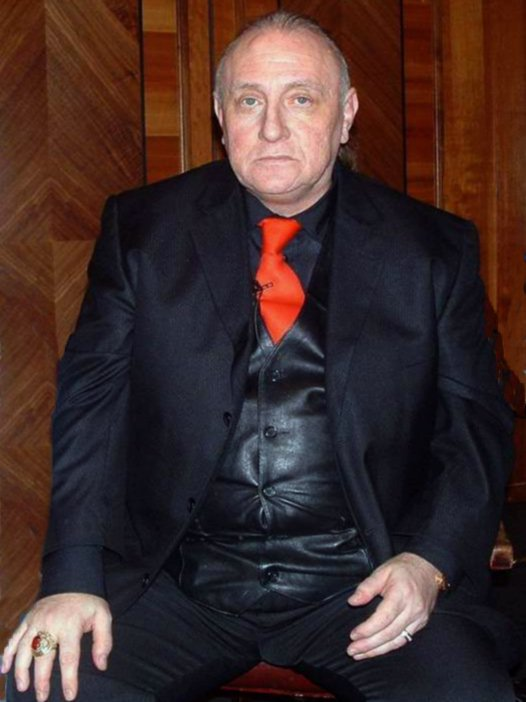
Richard Bandler

Richard Bandler (Teaneck, New Jersey, 24 de febrero de 1950), aunque es llamado por muchos psicólogo, no es un psicólogo, y según comentan algunos formados con él, le molesta bastante que lo consideren psicólogo. Él se denomina a sí mismo modelador. Cofundador (junto a John Grinder y Frank Pucelik) de un modelo conocido como programación neurolingüística (PNL). El autor es además creador del sistema denominado Design Human Engineering (DHE) y de la técnica del repatterning neurohipnótico, Neuro Hypnotic Repatterning (NHR). Aunque la PNL no es propiamente una psicoterapia, existe una línea psicoterapéutica (la psicoterapia neurolingüística) basada en las teorías de Grinder y Bandler pero que ha sido arduamente criticada y desacreditada por la comunidad científica.

## Datos biográficos y aportes teóricos
Richard Bandler estudió psicología, matemática e informática en la Universidad de California en Santa Cruz, donde se graduó como Bachiller en 1973. Posteriormente obtuvo una maestría en psicología teórica en San Francisco.
Durante sus estudios, Bandler participó en grupos de terapia gestáltica, especialmente influenciado por el trabajo de Fritz Perls. En 1972 fue encargado de transcribir grabaciones de sesiones terapéuticas de Perls, lo que le permitió analizar minuciosamente sus patrones de intervención. Poco después comenzó a dirigir sus propios grupos terapéuticos, donde conoció a John Grinder y más adelante a Frank Pucelik. Juntos iniciaron un trabajo de co-modelado e investigación que daría origen a la programación neurolingüística (PNL).
Su primer aporte teórico relevante se plasmó en la obra La estructura de la Magia (1975), escrita con Grinder, donde se describe un modelo estructural del lenguaje y se presenta el metamodelo del lenguaje, una herramienta para explorar omisiones, distorsiones y generalizaciones en el habla. En este libro, los autores estudiaron los patrones de terapeutas como Virginia Satir, Fritz Perls y Milton Erickson, utilizando como base la gramática transformacional desarrollada por Noam Chomsky. 
Gregory Bateson, reconocido antropólogo y teórico de sistemas, escribió el prólogo de esta obra y destacó que los autores habían logrado algo que él mismo había perseguido: una base formal para comprender y modelar la interacción humana de forma aplicable a la psicoterapia.
Con el tiempo, el objetivo de Bandler se amplió más allá de la terapia: buscaba identificar cómo las personas lograban resultados extraordinarios en distintos contextos y trasladar esos procesos a modelos replicables. Esta metodología, conocida como modelado, se convirtió en el núcleo de la PNL y fue aplicada también en contextos no terapéuticos, incluyendo la observación de figuras como Moshé Feldenkrais, Linus Pauling, chamanes mexicanos y yoguis en la India.
En 1978, fundó la "Society of NLP", organización que funcionó como instituto de formación y como sello editorial. La PNL se expandió rápidamente a nivel internacional y dio origen a distintas escuelas y enfoques, dependiendo de los énfasis de cada desarrollador.
Richard Bandler fue particularmente influyente en la creación de técnicas como el anclaje, el reencuadre, el modelo Milton, y herramientas avanzadas como el repatterning y el uso de submodalidades. Más adelante, desarrolló también modelos como el Design Human Engineering® (DHE) y el Neuro Hypnotic Repatterning® (NHR), con un enfoque más experimental e integrador del lenguaje hipnótico.
Su trabajo inspiró a otros desarrolladores como Robert Dilts, quien relata en su libro El poder de la palabra que una experiencia con Bandler lo llevó a crear patrones lingüísticos específicos para el cambio de creencias. Según Dilts, Bandler era capaz de realizar reencuadres verbales con un impacto emocional profundo, comparable al de figuras históricas como Gandhi o Lincoln. 

## Discordia y compromiso con John Grinder
Lo que en la década de los 70 y 80 había sido un productivo trabajo conjunto con John Grinder, acabó en 1996 en una serie de procesos judiciales para dirimir la disputa acerca de cuál de los dos autores era el legítimo creador de la PNL y quién tenía derecho a utilizarla con ese nombre. Bandler reclamaba contra Grinder (y luego también contra otros colaboradores cercanos) la utilización ilícita de la «marca» PNL, así como violaciones a la propiedad intelectual. Se agregaban además a su demanda, acusaciones sobre diversos problemas financieros e imputación de irregularidades en las cuentas correspondientes a la venta de publicaciones, etc. Aunque se trataba de sumas millonarias, el asunto acabó, tras años de litigio, con un acuerdo que permite a ambos autores hacerse llamar a sí mismos “fundadores de la PNL”.

## DHE® (Design Human Engineering®), NHR® ( Neuro-Hypnotic Repatterning®) y las nuevas técnicas de Bandler Technologies®
La DHE® es una variante o ramificación ulterior de la programación neurolingüistica que Bandler considera muy diferente y mucho más eficaz que la PNL tradicional, pero que básicamente consistiría en la aplicación de la PNL para la formulación de nuevos niveles de rendimiento, ahora sin modelos directos sino a través de modelos de contraste.
De cualquier modo, los desarrollos ulteriores de la PNL (Neuro-Sonics, Neuro-Hypnotic Repatterning la ingeniería de la persuasion y diversas otras técnicas toman una orientación algo distinta que la desarrollada inicialmente con John Grinder y se describen en los libros más nuevos: Magic in Action, Using Your Brain for a Change, Time for a Change y Persuasion Engineering, este último escritos con John LaValle, con quien además desarrolla desde hace algunos años actividades de entrenamiento, formación y difusión.

## Incidentes de su vida personal
Richard Bandler estuvo casado, desde 1978 y hasta 1980, con Leslie Cameron. Su esposa declaró contra él en el proceso de divorcio, diciendo que había sido maltratada (que Bandler habría intentado asfixiarla) y amenazada. Tras este proceso del divorcio, Bandler habría pasado por un mal período en el que consumió alcohol y cocaína en grandes cantidades, contexto en el que trabó amistad con James Marino, un vendedor de drogas cuya amante, Corine Christensen, fue asesinada en 1986 con un arma de propiedad de Bandler. Marino y Bandler se inculparon mutuamente durante el proceso. Bandler fue declarado inocente por un jurado norteamericano. Sin embargo, el asesinato de la mujer con el arma de propiedad de Bandler no ha podido ser aclarado hasta la fecha.

## Obras
La gran mayoría de los trabajos publicados por Bandler son libros escritos en conjunto con otros autores, principalmente con John Grinder:
En conjunto con John Grinder
- The Structure of Magic I: A Book About Language and Therapy. 1975, ISBN 0-8314-0044-7
  - La estructura de la Magia I. Traducción de Elena Olivos Ataliva Amengual y Francisco Huneeus. Prólogo de Gregory Bateson, Cuatro Vientos, 4a edición, 1989 ISBN 956-242-022-1
- The Structure of Magic II: A Book About Communication and Change. 1976, ISBN 0-8314-0049-8
  - La estructura de la Magia II Traducción de Elena Olivos Ataliva Amengual y Francisco Huneeus. Cuatro Vientos, 7a edición, 2002 ISBN 9I56-242-018-3
- '’Patterns of the Hypnotic Techniques of Milton H. Erickson, M.D., Volume I. 1975
- Frogs into Princes. 1979, ISBN 0-911226-19-2
- De Sapos a Príncipes. Traducción de Francisco Huneeus, 12a edición, 1998, Cuatrovientos, ISBN 84-89333-23-8
- Trance Formations. 1981, ISBN 0-911226-23-0
- Reframing. Neurolinguistic programming and the transformation of meaning. 1982, ISBN 0-911226-25-7
- Magic In Action. 1984, ISBN 0-916990-14-1
- Using Your Brain - For a Change. 1985, ISBN 0-911226-27-3
  - Use su Cabeza para Variar. Sub-modalidades en Programación Neurolingüística, traducción de Marta Hermosilla, 9.ª edición, 1999, Cuatrovientos, ISBN 84-89333-24-6

En conjunto con John Grinder y Virginia Satir:
- Changing with Families. 1976

En conjunto con John Grinder y Judith Delozier:
- Patterns of the Hypnotic Techniques of Milton H. Erickson. Volume II. 1977

En conjunto con Will MacDonald:
- An Insider’s Guide to Sub-Modalities. 1988

En conjunto con Paul Donner:
- Paradigms of Persuasion. 1989
- Time for a Change. 1993, ISBN 0-916990-28-1
- The Adventures of Anybody. 1993

En conjunto con John LaValle:
- Persuasion Engineering. 1996, ISBN 0-916990-36-2

En conjunto con Owen Fitzpatrick:
- Conversations: Freedom Is Everything and Love Is All the Rest. Mysterious Publications., 2005 pp. -288pp., ISBN 0-9551353-0-3

Richard Bandler como único autor:
- Get The Life You Want, 21 de agosto de 2008: The Secrets to Quick and Lasting Life Change with Neuro-Linguistic Programming. HCI. pp. -229. ISBN 978-0-7573-0776-8 -.
- Richard Bandler's Guide to Trance-formation, 2008: How to harness the power of hypnosis to ignite effortless and lasting change. HCI. pp. -331. ISBN 978-0-7573-0777-5 -.